# La Llagonne
La Llagonne (prononcé [la jagɔn] ) est une commune française située en région Occitanie, à l’ouest du département des Pyrénées-Orientales. Sur le plan historique et culturel, la commune est dans le pays du  Conflent.
Exposée à un climat de montagne, elle est drainée par la Têt et deux autres cours d'eau. Incluse dans le parc naturel régional des Pyrénées catalanes, la commune possède un patrimoine naturel remarquable : deux sites Natura 2000 (le « massif de Madres-Coronat » et « Capcir, Carlit et Campcardos »), ainsi que trois zones naturelles d'intérêt écologique, faunistique et floristique.
La Llagonne est une commune rurale qui compte 216 habitants en 2022, après avoir connu un pic de population de 482 habitants en 1841. Ses habitants sont appelés les Llagonnais ou  Llagonnaises.

## Géographie

### Localisation
La commune de Llagonne se trouve dans le département des Pyrénées-Orientales, en région Occitanie.
Elle se situe à 66 km à vol d'oiseau de Perpignan, préfecture du département, et à 27 km de Prades, sous-préfecture.
Les communes les plus proches sont : 
Mont-Louis (2,0 km), La Cabanasse (2,8 km), Sauto (2,9 km), Saint-Pierre-dels-Forcats (3,5 km), Planès (4,1 km), Bolquère (4,4 km), Fontpédrouse (5,1 km), Caudiès-de-Conflent (5,6 km).
Sur le plan historique et culturel, La Llagonne fait partie de la région du Conflent (ancienne comarque).

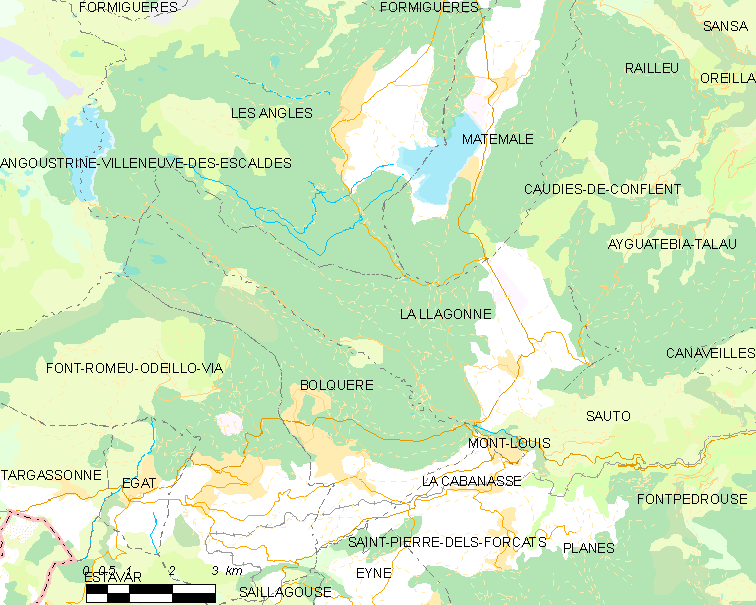
Situation de la commune.

| Les Angles   | Matemale    | Caudiès-de-Conflent |
| Bolquère     | La Llagonne | Ayguatébia-Talau    |
| La Cabanasse | Mont-Louis  | Sauto               |

### Géologie et relief
Le col de la Quillane, à 1 713 m d'altitude, marque au nord la limite de la commune de La Llagonne avec celle de Matemale.
La commune est classée en zone de sismicité 4, correspondant à une sismicité moyenne.

### Hydrographie
La commune de La Llagonne est délimitée de l’ouest au sud par le cours supérieur du fleuve côtier Têt, qui provient du lac des Bouillouses sous la forme d’un torrent de montagne. Au sud de la commune, la Têt contourne par sa limite nord la commune voisine de Mont-Louis dans un fossé d’effondrement.
Un ruisseau, nommé « el Rialet » qui prend sa source dans la commune, sous le col de la Quillane, sur « l’aérodrome de Mont-Louis - La Quillane », longe d’abord la route départementale 118 puis serpente, franchit une station d’épuration, avant de rejoindre la Têt à hauteur de Mont-Louis et Sauto. Juste avant la confluence, ce ruisseau fait la frontière sur quelques centaines de mètres entre les deux communes de La Llagonne et Sauto.
Une fontaine est répertoriée au nord-ouest du bourg de La Llagonne : la « font de la Vernada » ; en fonction de sa position par rapport à la ligne de crête de la forêt domaniale de Barrès, cette fontaine alimente probablement de manière souterraine le ruisseau « el Rialet ».
Pour mémoire, la source de l’Aude (qui alimente le Capcir, vallée opposée de celle du Conflent dans laquelle se trouve La Llagonne) se situe à une centaine de mètres de l’extrémité nord-ouest — qui est aussi le point le plus au nord — de la commune, sur le lac d’Aude (altitude : 2 135 m) ; on peut aussi situer la source de l’Aude, quelques centaines de mètres en amont du lac.

### Climat
Pour des articles plus généraux, voir Climat de l'Occitanie et Climat des Pyrénées-Orientales.
En 2010, le climat de la commune est de type climat des marges montargnardes, selon une étude du CNRS s'appuyant sur une série de données couvrant la période 1971-2000. En 2020, Météo-France publie une typologie des climats de la France métropolitaine dans laquelle la commune est exposée à un climat de montagne ou de marges de montagne et est dans la région climatique Pyrénées orientales, caractérisée par une faible pluviométrie, un très bon ensoleillement (2 600 h/an), un air sec, particulièrement en hiver et peu de brouillards.
Pour la période 1971-2000, la température annuelle moyenne est de 7 °C, avec une amplitude thermique annuelle de 15,1 °C. Le cumul annuel moyen de précipitations est de 753 mm, avec 7 jours de précipitations en janvier et 6,4 jours en juillet. Pour la période 1991-2020, la température moyenne annuelle observée sur la station météorologique la plus proche, située sur la commune de Formiguères à 10 km à vol d'oiseau, est de 7,6 °C et le cumul annuel moyen de précipitations est de 737,3 mm,. Pour l'avenir, les paramètres climatiques de la commune estimés pour 2050 selon différents scénarios d’émission de gaz à effet de serre sont consultables sur un site dédié publié par Météo-France en novembre 2022.

### Milieux naturels et biodiversité

#### Espaces protégés
La protection réglementaire est le mode d’intervention le plus fort pour préserver des espaces naturels remarquables et leur biodiversité associée,.
Un  espace protégé est présent sur la commune : le parc naturel régional des Pyrénées catalanes, créé en 2004 et d'une superficie de 139 062 ha, qui s'étend sur 66 communes du département. Ce territoire s'étage des fonds maraîchers et fruitiers des vallées de basse altitude aux plus hauts sommets des Pyrénées-Orientales en passant par les grands massifs de garrigue et de forêt méditerranéenne,.

#### Réseau Natura 2000

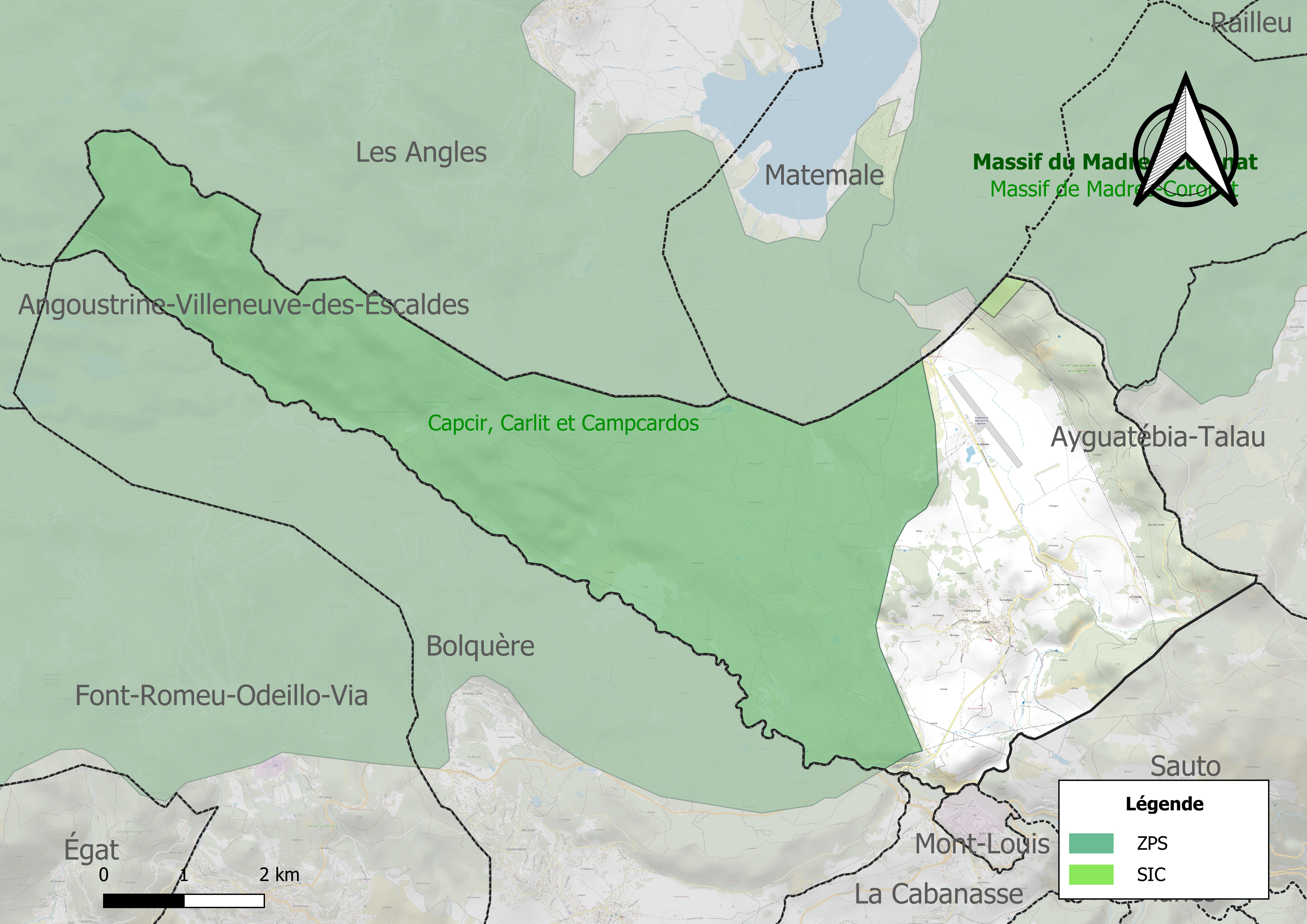
Sites Natura 2000 sur le territoire communal.

Le réseau Natura 2000 est un réseau écologique européen de sites naturels d'intérêt écologique élaboré à partir des directives habitats et oiseaux, constitué de zones spéciales de conservation (ZSC) et de zones de protection spéciale (ZPS).
Deux sites Natura 2000 ont été définis sur la commune au titre de la directive « Habitats » : 
- le « massif de Madres-Coronat », d'une superficie de 21 363 ha, offre une multitude de faciès de végétation avec aussi bien des garrigues supra-méditerranéennes, des pinèdes à pins sylvestres ou à pins à crochets, que des hêtraies pures ou des hêtraies-sapinières, des landes à genêts purgatifs ou à rhododendrons, ou encore des pelouses alpines[26] ;
- l’ensemble « Capcir, Carlit et Campcardos », d'une superficie de 39 688 ha, présentent de nombreux habitats naturels alpins (pelouses, landes) et des milieux rocheux majoritairement siliceux. Le site héberge certaines espèces d'intérêt communautaire : les Botrychium simplex, Ligularia sibirica pour les plantes ; le desman des Pyrénées (ou rat-trompette) et la loche (poisson) pour les animaux[27] ;

et  au titre de la directive « Oiseaux » : 
- l’ensemble « Capcir, Carlit et Campcardos », d'une superficie de 39 760 ha, recèle une grande diversité d'habitats naturels se traduisant par un patrimoine ornithologique remarquable puisque le site accueille la plupart des espèces caractéristiques des zones de montagne, que ce soit parmi les rapaces (le gypaète barbu, le circaète Jean-le-Blanc, l’aigle royal et le faucon pèlerin), les galliformes (le lagopède et le grand tétras) ou les espèces forestières (le pic noir) et de milieux plus ouverts[28].

#### Zones naturelles d'intérêt écologique, faunistique et floristique
L’inventaire des zones naturelles d'intérêt écologique, faunistique et floristique (ZNIEFF) a pour objectif de réaliser une couverture des zones les plus intéressantes sur le plan écologique, essentiellement dans la perspective d’améliorer la connaissance du patrimoine naturel national et de fournir aux différents décideurs un outil d’aide à la prise en compte de l’environnement dans l’aménagement du territoire.
Deux ZNIEFF de type 1 sont recensées sur la commune :
la « forêt de Llivia et ruisseau de la Têt » (992 ha), couvrant 5 communes du département et 
les « prairies du Col de la Quillane » (230 ha), couvrant 2 communes du département
et une ZNIEFF de type 2, : 
la « forêt de pins à crochets de la périphérie du Capcir » (13 788 ha), couvrant 12 communes du département.

Carte des ZNIEFF de type 1 et 2 à La Llagonne.
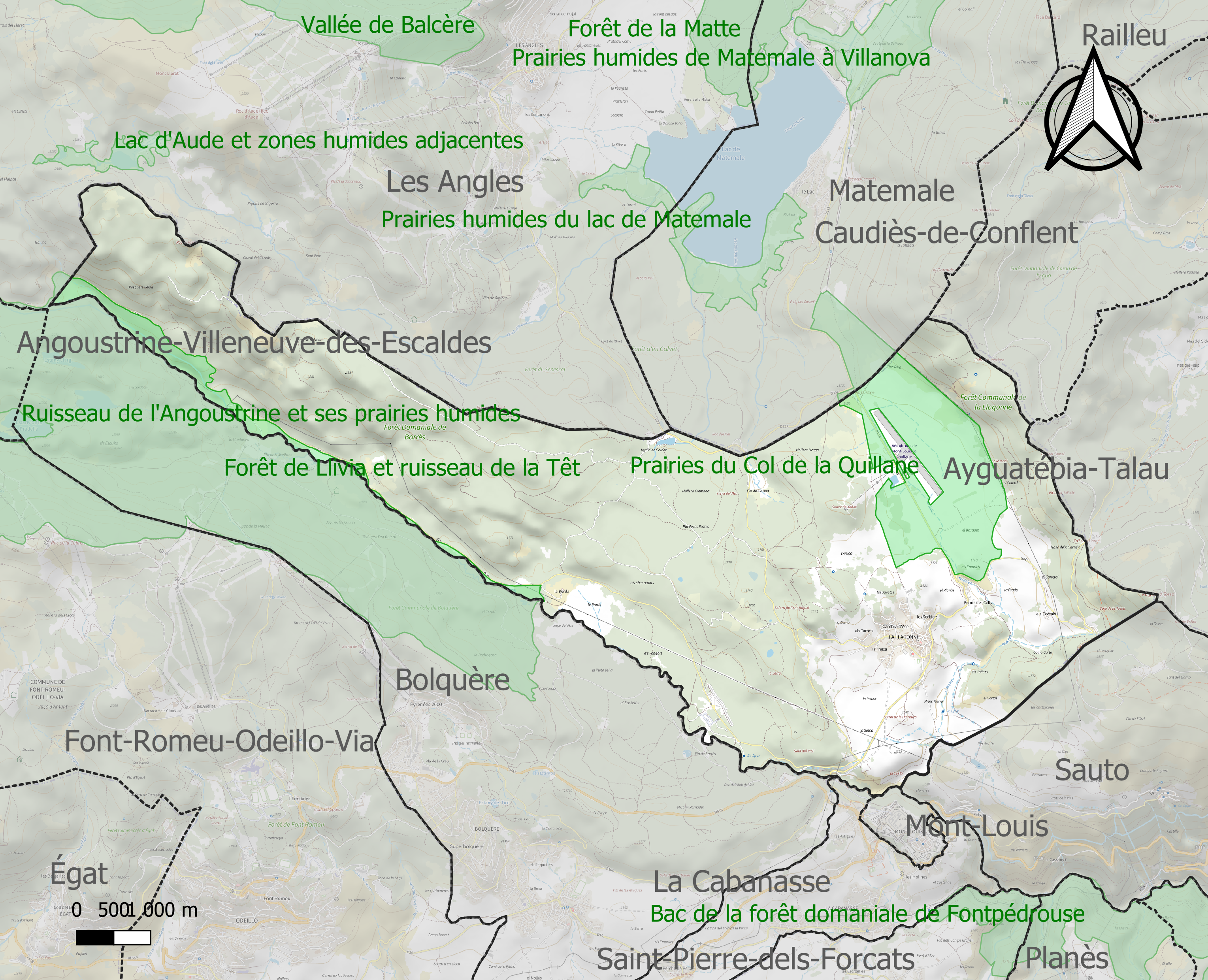
Carte des ZNIEFF de type 1 sur la commune.
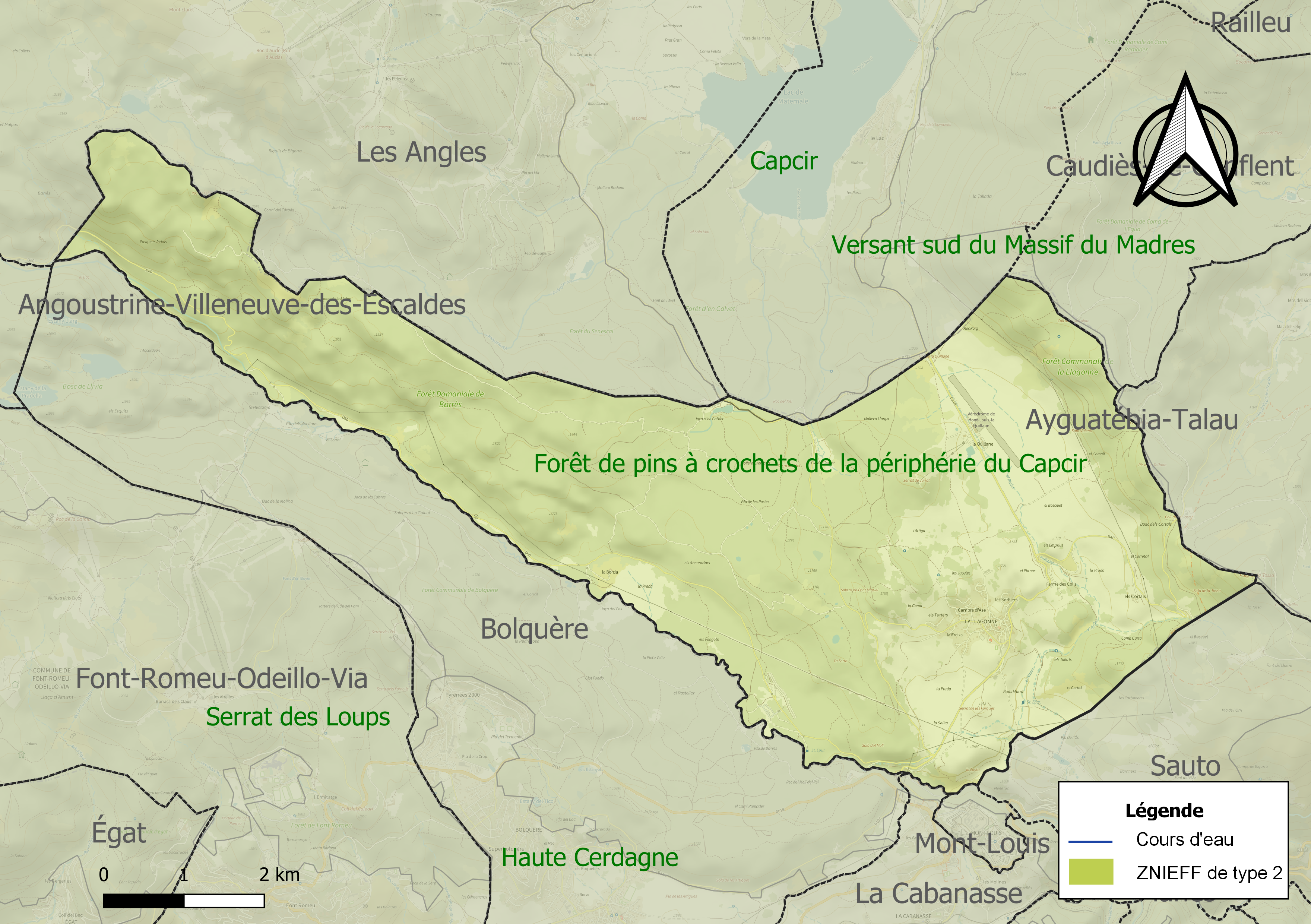
Carte de la ZNIEFF de type 2 sur la commune.

## Urbanisme

### Typologie
Au 1er janvier 2024, La Llagonne est catégorisée commune rurale à habitat dispersé, selon la nouvelle grille communale de densité à sept niveaux définie par l'Insee en 2022.
Elle est située hors unité urbaine et hors attraction des villes,.

### Occupation des sols
L'occupation des sols de la commune, telle qu'elle ressort de la base de données européenne d’occupation biophysique des sols Corine Land Cover (CLC), est marquée par l'importance des forêts et milieux semi-naturels (72,2 % en 2018), une proportion sensiblement équivalente à celle de 1990 (71,5 %). La répartition détaillée en 2018 est la suivante : 
forêts (66,7 %), prairies (18,6 %), zones agricoles hétérogènes (6,3 %), milieux à végétation arbustive et/ou herbacée (5,5 %), espaces verts artificialisés, non agricoles (1,7 %), zones urbanisées (1,3 %). L'évolution de l’occupation des sols de la commune et de ses infrastructures peut être observée sur les différentes représentations cartographiques du territoire : la carte de Cassini (XVIIIe siècle), la carte d'état-major (1820-1866) et les cartes ou photos aériennes de l'IGN pour la période actuelle (1950 à aujourd'hui).

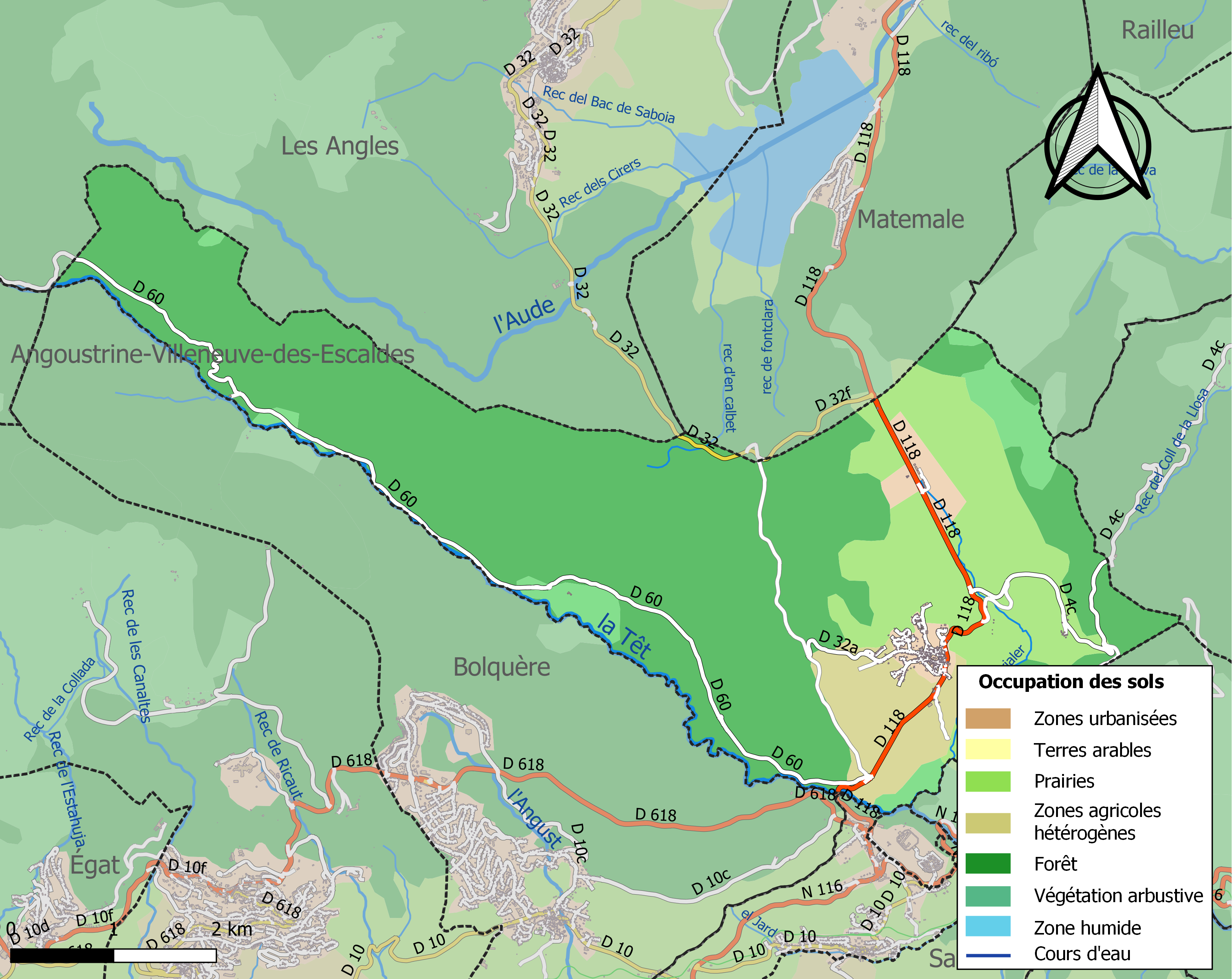
Carte des infrastructures et de l'occupation des sols de la commune en 2018 (CLC).

### Voies de communication et transports
- Aérodrome de Mont-Louis - La Quillane.

L'ancienne voie royale du Capcir se détachant de celle de Perpignan à La Cabanasse et construite sous Louis XIV traversait le bourg et ce qui est aujourd’hui la station de ski de la Quillanne.
La ligne 561 du réseau régional LiO relie la commune à la gare de Perpignan (à l’est-nord-est, par la vallée de la Têt) depuis Puyvalador (à proximité au nord) ; la ligne 562 relie la commune à Latour-de-Carol (à l’ouest, dans la haute plaine de Cerdagne) depuis Puyvalador (à proximité au nord).

### Risques majeurs
Le territoire de la commune de Llagonne est vulnérable à différents aléas naturels : inondations, phénomènes climatiques (grand froid ou canicule), feux de forêt, mouvements de terrains et séisme (sismicité moyenne). Il est également exposé à un risque technologique, la rupture d'un barrage, et à un risque particulier, le risque radon,.

#### Risques naturels
Certaines parties du territoire communal sont susceptibles d’être affectées par le risque d’inondation par crue torrentielle de cours d'eau du bassin de la Têt.
Les mouvements de terrains susceptibles de se produire sur la commune sont, soit des mouvements liés au retrait-gonflement des argiles, soit des glissements de terrain, soit des chutes de blocs. Une cartographie nationale de l'aléa « retrait-gonflement des argiles » permet de connaître les sols argileux ou marneux sensibles à ce phénomène.

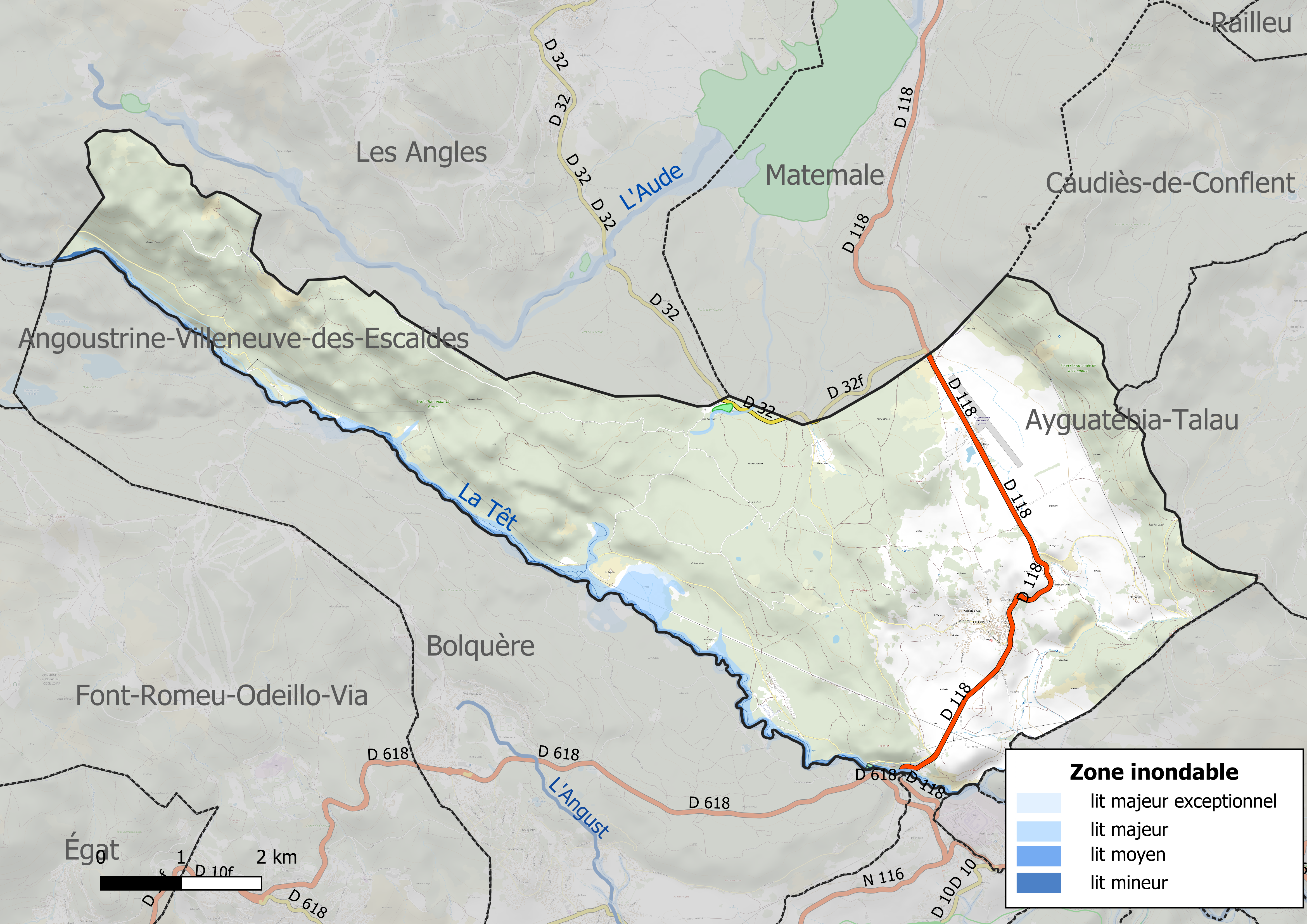
Carte des zones inondables.
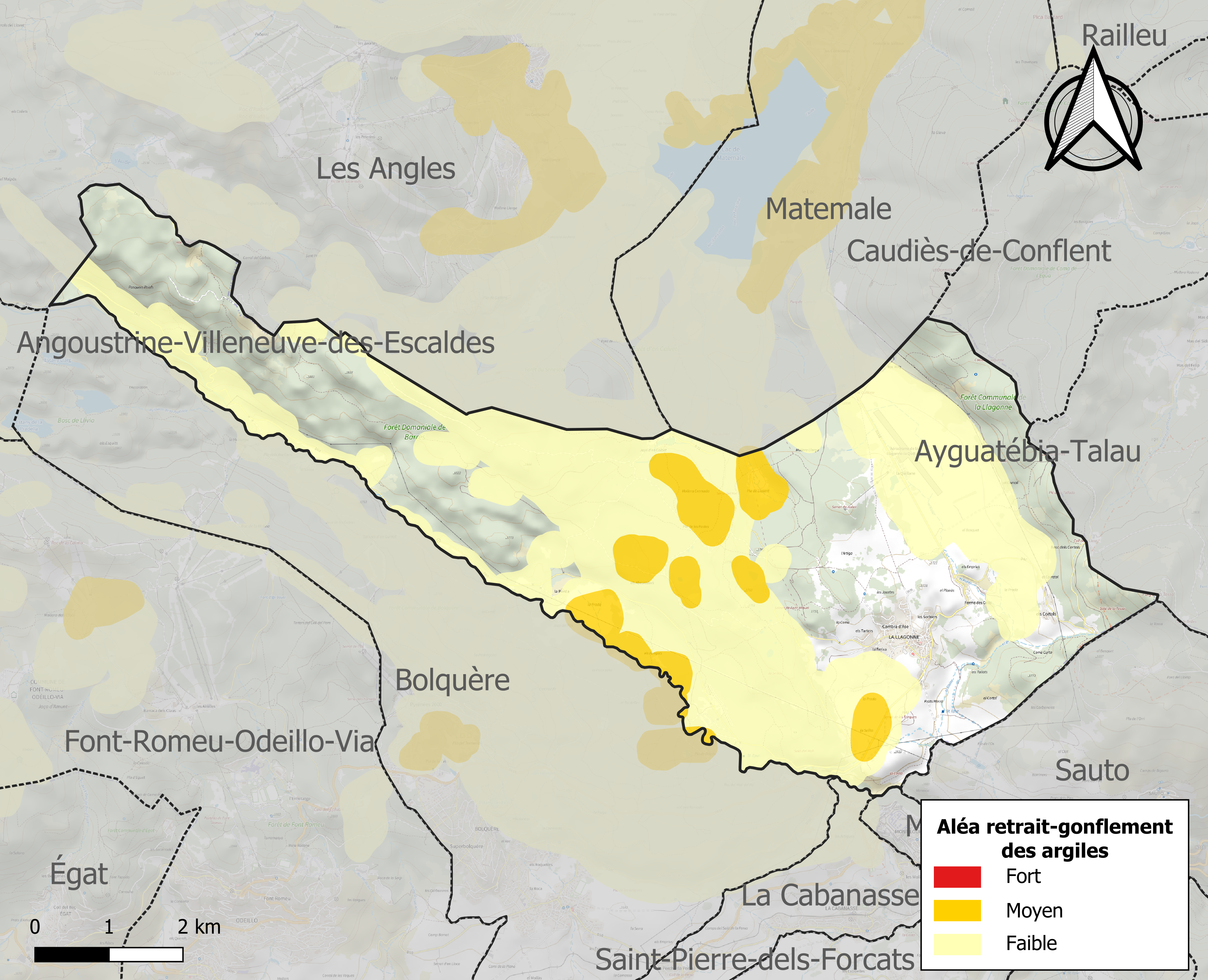
Carte des zones d'aléa retrait-gonflement des argiles.

#### Risques technologiques
Dans le département des Pyrénées-Orientales, on dénombre sept grands barrages susceptibles d’occasionner des dégâts en cas de rupture. La commune fait partie des 66 communes pouvant être touchées par une onde de submersion consécutive à la rupture d’un de ces barrages, en l’occurrence le barrage des Bouillouses sur la Têt, à proximité du pic Carlit, qui est un ouvrage de 17,5 m de hauteur construit en 1910.
Le barrage des Bouillouses se trouve à 2 000 mètres d’altitude et alimente la vallée de la Têt. Le bourg de La Llagonne se situe à 1 650 mètres d’altitude, 10 km environ en aval, tout en étant au nord-est d’une ligne de crête où se trouve la forêt domaniale de Barrès : le village se trouve également 1,5 km au nord-est de l’axe du torrent de la Têt qui plonge dans sa vallée devenant abrupte au contournement nord de Mont-Louis, à 1 570 mètres d’altitude ; la hauteur de la lame d’eau avant Mont-Louis, en provenance du lac des Bouillouses en cas de rupture du barrage, est donc déterminante pour mesurer l’étendue d’une inondation vers le bourg de La Llagonne.

#### Risque particulier
Dans plusieurs parties du territoire national, le radon, accumulé dans certains logements ou autres locaux, peut constituer une source significative d’exposition de la population aux rayonnements ionisants. Toutes les communes du département sont concernées par le risque radon à un niveau plus ou moins élevé. Selon la classification de 2018, la commune de La Llagonne est classée en zone 3, à savoir zone à « potentiel radon » significatif.

## Toponymie
Première mention du nom en 942, ipsa Laguna, puis villa Lacuna (1011), ça Laguna (1267), La Leguna, La Laguna (XIVe siècle), La Llaguna (1632) et enfin La Llagonne. Le terme latin lacuna renvoie à lagune, cette lagune (en fait un étang ou un lac si on est en montagne) ayant été asséchée au XXe siècle pour y faire passer l’actuelle RD 118, l'ancienne route impériale no 138 la contournant par l'ouest. Le digramme « LL » en tête de mot est caractéristique de certaines langues, notamment l'espagnol et le catalan.
Le nom catalan actuel de La Llagonne est la Llaguna, identique à celui de 1632.

## Histoire

### Moyen Âge

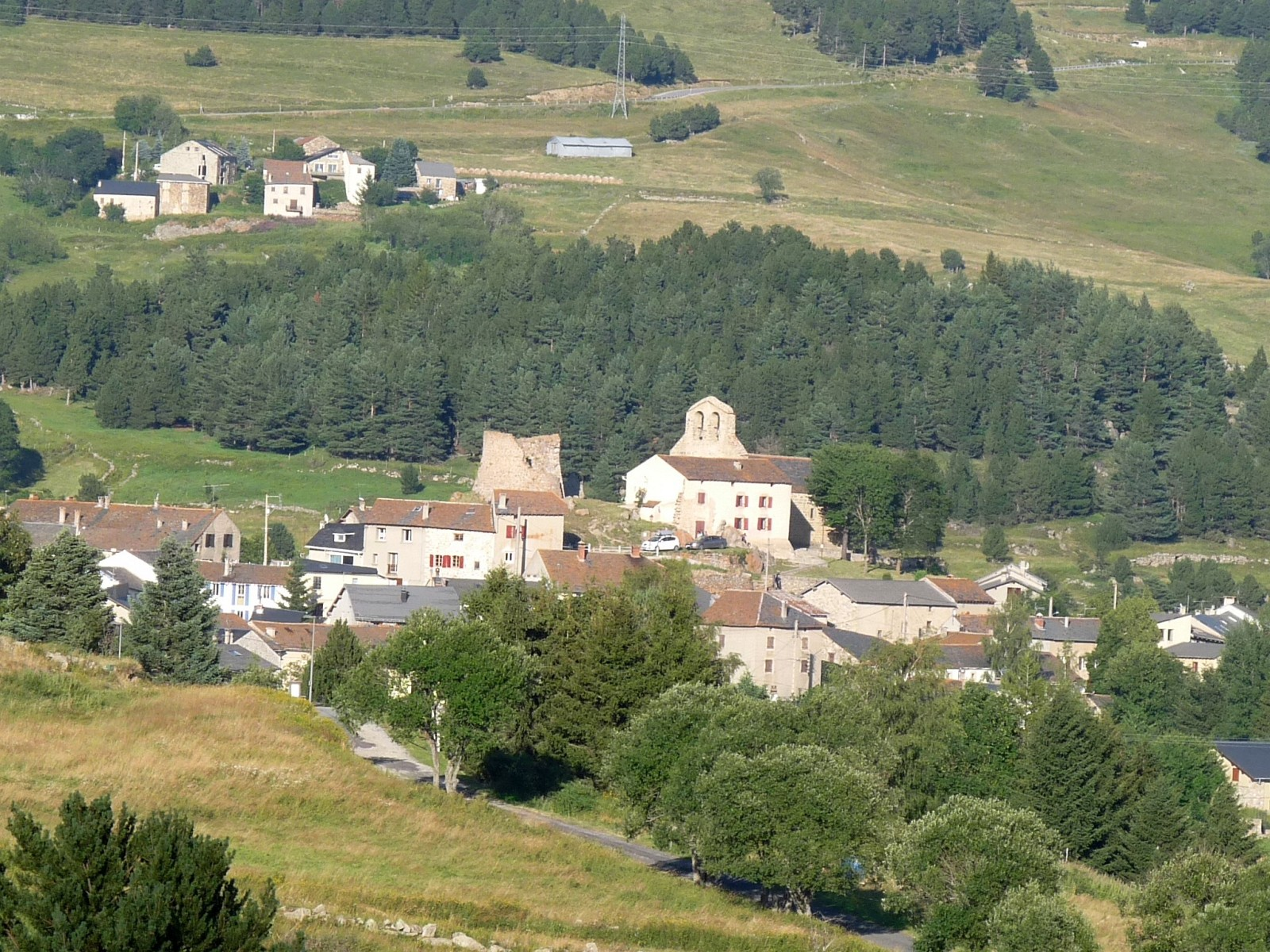
Le bourg et, au fond, els Cortals, vus de l'ouest. La tour (à gauche) et le clocher de l’église sont visibles dans le bourg.

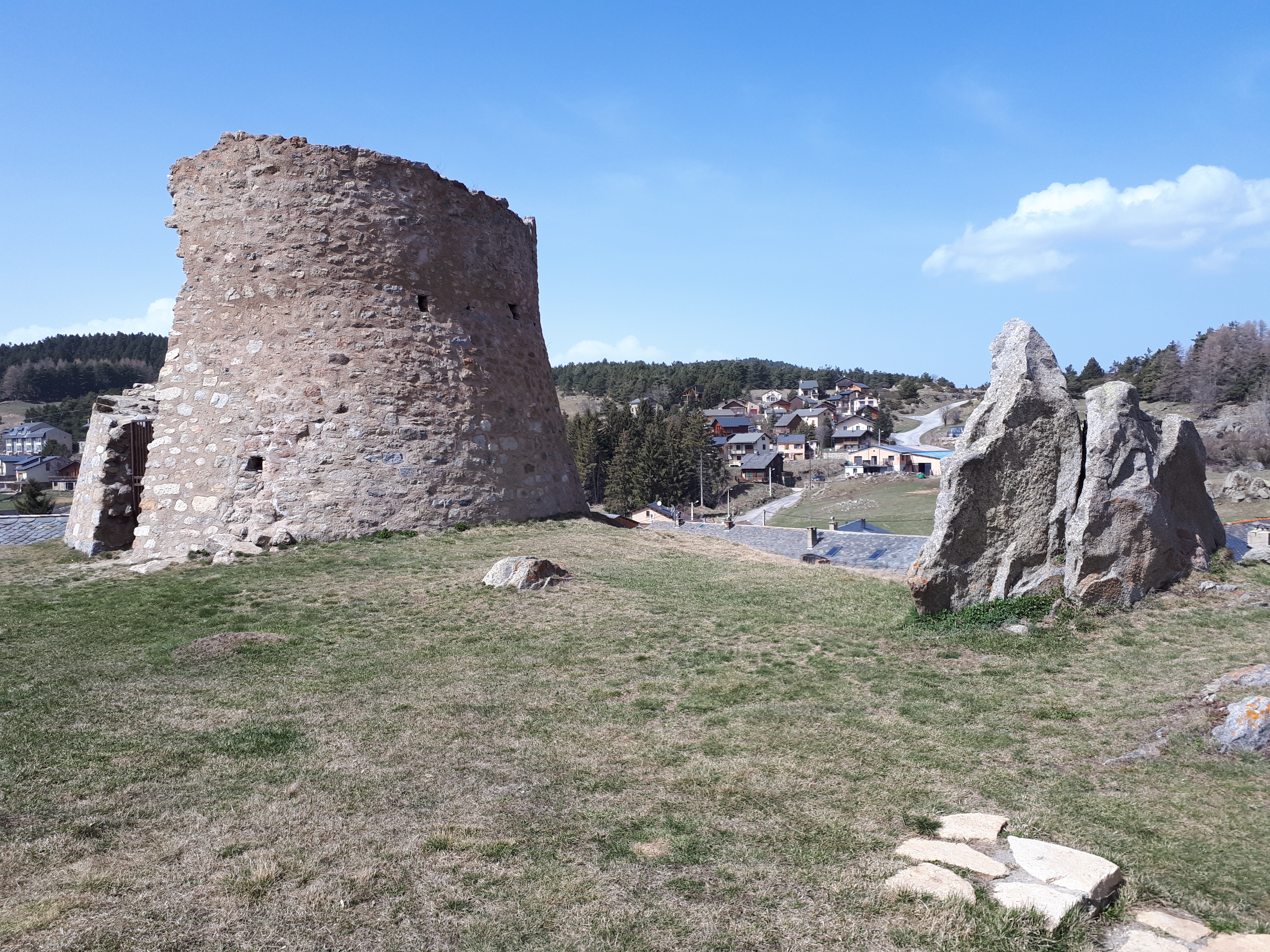
Tour à signaux, centre du bourg de La Llagonne.

Un premier village se trouvait autrefois à 700 m plus à l'ouest, au lieu-dit « Iglesia Vella » (« vieille église », mentionné dans le cadastre de 1834) où se trouve encore un antique sanctuaire[précision nécessaire], qui serait à proximité du lieu-dit « els Tarters ».
L’histoire du village débute en 811 à la conquête du Roussillon par Charlemagne.
En 866 est fondée l’église Saint-Vincent.
En 942, La Llagonne (le vilar de La Llagona) et son église Saint-Vincent, sont donnés par le comte de Cerdagne Sunifred II à l’abbaye Saint-Michel de Cuxa qui conserve les lieux comme fief jusqu’à la Révolution. Cette donation est confirmée par le pape Serge IV en 1011 (« Villam Lacunam cum eglesia sancti Vincentii »).
En 1267, on retrouve la mention d’un castrum de ça Laguna, désignant une fortification. La tour circulaire de l’église fortifiée en est probablement un vestige. La tour la surplombant est nommée « le Capil ». Elle fut construite en 1267 en même temps que les fortifications de la ville dans le but de prévenir les invasions françaises. En effet, la frontière franco-aragonaise se trouvait alors plus au nord, au col suivant Puyvalador. La tour avait un rôle d'alerte, elle était le maillon central d'un dispositif qui était complété par les tours des Angles, de Prats-Balaguer, de Fetges, de la Quillane et d'Ovansa.

### Hameau des Cortals
Le hameau des Cortals situé à l’est du village appartient à la baronnie de Nyer, et donc à la famille de Banyuls de 1340 à la Révolution.[réf. nécessaire]
Cortals est érigée en commune à la Révolution française, puis absorbée par La Llagone le 17 avril 1822.

### Époque contemporaine
Une première communauté de communes Capcir Haut-Conflent est créée par arrêté préfectoral du 17 décembre 1997 par les communes de Caudiès-de-Conflent, Fontrabiouse-Espousouille, La Llagonne, Matemale et Réal-Odelló. La communauté de communes s’agrandit ensuite, regroupant plus d’une quinzaine de communes, et change de nom en 2016 pour devenir la « communauté de communes Pyrénées catalanes ».

## Politique et administration

### Canton

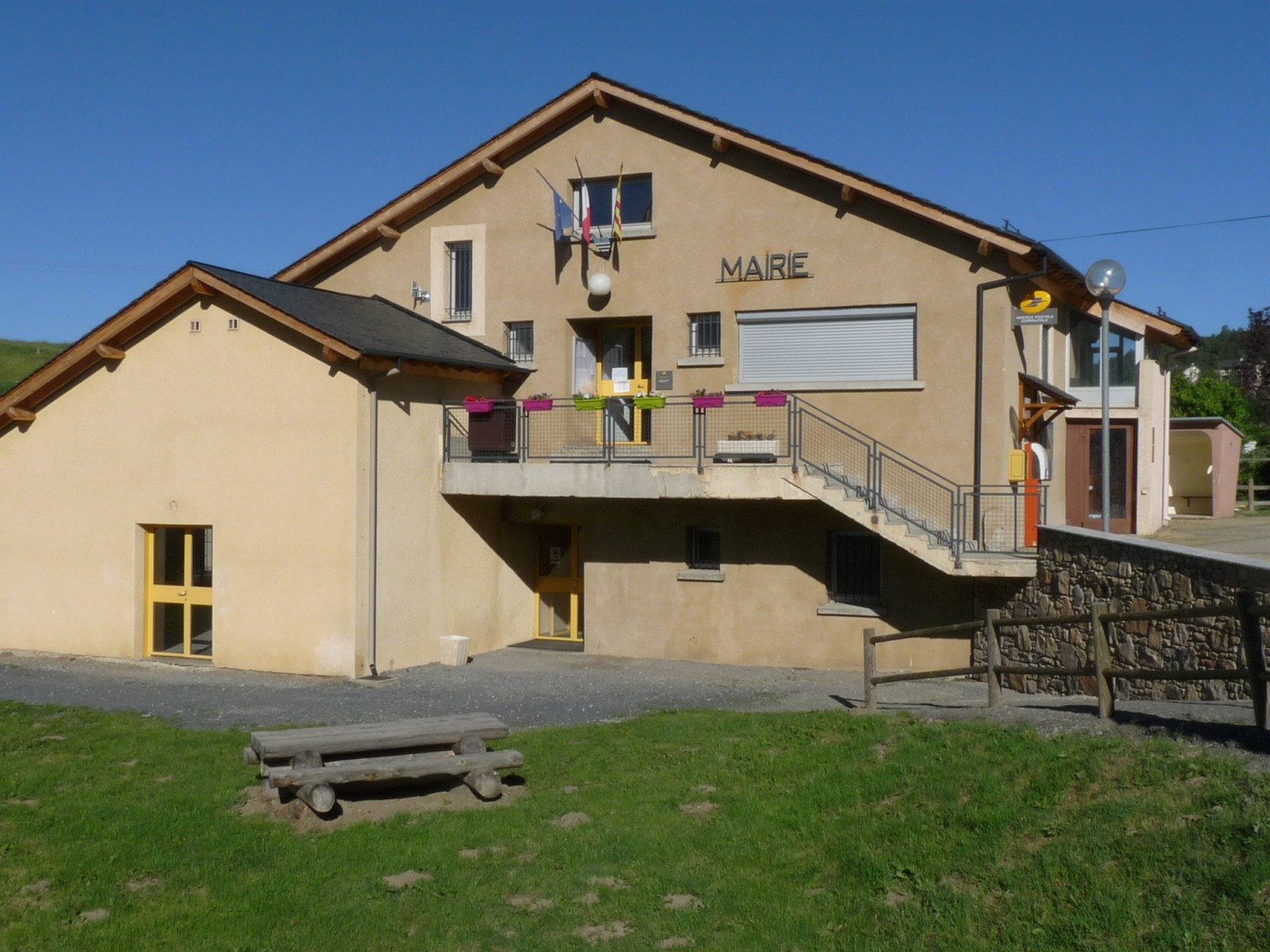
La mairie.

En 1790, la commune de La Llagonne est intégrée dans le canton d'Olette. Elle en est rapidement détachée pour rejoindre en 1793 le nouveau canton de Mont-Louis, dont elle fait partie jusqu'en 2015,.
À compter des élections départementales de 2015, la commune est incluse dans le nouveau canton des Pyrénées catalanes.

### Administration municipale
Le nombre d'habitants au dernier recensement étant compris entre 100 et 499, le nombre de membres du conseil municipal est de 11.

### Liste des maires
| Période   | Période   | Identité             | Étiquette       | Qualité |
| --------- | --------- | -------------------- | --------------- | ------- |
| 1792      | 1794      | Laurent Parasols     |                 |         |
| 1794      | 1800      | Jean Corrieu         |                 |         |
| 1800      | 1805      | Michel Vergès        |                 |         |
| 1805      | 1810      | Jean-Baptiste Viader |                 |         |
| 1810      | 1818      | Pierre Basso         |                 |         |
| 1818      | 1822      | Antoine Roger        |                 |         |
| 1822      | 1826      | Antoine Corrieu      |                 |         |
| 1826      | 1830      | Antoine Roger        |                 |         |
| 1830      | 1832      | Paul Roger           |                 |         |
| 1832      | 1837      | Gilles Viader        |                 |         |
| 1837      | 1847      | Jean-Antoine Corrieu |                 |         |
| 1847      | 1848      | Laurent Aspero       |                 |         |
| 1848      | 1852      | Paul Roger           |                 |         |
| 1852      | 1852      | Jacques Delcasso     |                 |         |
| 1852      | 1853      | Isidore Claverie     |                 |         |
| 1853      | 1855      | Pierre Basso         |                 |         |
| 1855      | 1873      | Jacques Delcasso     |                 |         |
| 1873      | 1878      | Sauveur Delcasso     |                 |         |
| 1878      | 1881      | Jacques Aspero       |                 |         |
| 1881      | 1884      | Sauveur Delcasso     |                 |         |
| 1884      | 1900      | Antoine Roger        |                 |         |
| 1900      | 1904      | Antoine Romeu        |                 |         |
| 1904      | 1913      | Isidore Aspero       |                 |         |
| 1913      | 1914      | Baptiste Fonbère     |                 |         |
| 1914      | 1917      | Martin Corrieu       |                 |         |
| 1917      | 1919      | Baptiste Fonbère     |                 |         |
| 1919      | 1925      | Antoine Trilles      |                 |         |
| 1925      | 1929      | Gilles Nobet         |                 |         |
| 1929      | 1939      | Jean Aspero          |                 |         |
| 1939      | 1940      | Isidore Puig         |                 |         |
| 1940      | 1983      | Jean Aspero          |                 |         |
| 1983      | 1989      | François Corrieu     |                 |         |
| 1989      | 1995      | Philippe Massot      |                 |         |
| juin 1995 | mars 2008 | Guy Milani           | SE              |         |
| mars 2008 | mars 2014 | Marcel Fourcade      | SE (Puis EE-LV) |         |
| mars 2014 | En cours  | Jean-Pierre Astruch  |                 |         |

## Population et société

### Démographie ancienne
La population est exprimée en nombre de feux (f) ou d'habitants (H).
| 1358 | 1365 | 1378 | 1424 | 1515 | 1553 | 1709 | 1720 | 1767  |
| ---- | ---- | ---- | ---- | ---- | ---- | ---- | ---- | ----- |
| 56 f | 20 f | 11 f | 4 f  | 5 f  | 4 f  | 27 f | 21 f | 273 H |

| 1774 | 1789 | - | - | - | - | - | - | - |
| ---- | ---- | - | - | - | - | - | - | - |
| 50 f | 50 f | - | - | - | - | - | - | - |

- 1358 : pour La Llagonne et Quillanne.

### Démographie contemporaine
L'évolution du nombre d'habitants est connue à travers les recensements de la population effectués dans la commune depuis 1793. Pour les communes de moins de 10 000 habitants, une enquête de recensement portant sur toute la population est réalisée tous les cinq ans, les populations de référence des années intermédiaires étant quant à elles estimées par interpolation ou extrapolation. Pour la commune, le premier recensement exhaustif entrant dans le cadre du nouveau dispositif a été réalisé en 2004.

En 2022, la commune comptait 216 habitants, en évolution de −1,37 % par rapport à 2016 (Pyrénées-Orientales : +3,92 %, France hors Mayotte : +2,11 %).
| 1793 | 1800 | 1806 | 1821 | 1831 | 1836 | 1841 | 1846 | 1851 |
| ---- | ---- | ---- | ---- | ---- | ---- | ---- | ---- | ---- |
| 295  | 303  | 331  | 414  | 447  | 475  | 482  | 480  | 450  |

| 1856 | 1861 | 1866 | 1872 | 1876 | 1881 | 1886 | 1891 | 1896 |
| ---- | ---- | ---- | ---- | ---- | ---- | ---- | ---- | ---- |
| 466  | 470  | 468  | 442  | 455  | 451  | 407  | 411  | 345  |

| 1901 | 1906 | 1911 | 1921 | 1926 | 1931 | 1936 | 1946 | 1954 |
| ---- | ---- | ---- | ---- | ---- | ---- | ---- | ---- | ---- |
| 376  | 375  | 343  | 285  | 259  | 225  | 226  | 206  | 212  |

| 1962 | 1968 | 1975 | 1982 | 1990 | 1999 | 2004 | 2006 | 2009 |
| ---- | ---- | ---- | ---- | ---- | ---- | ---- | ---- | ---- |
| 171  | 164  | 138  | 214  | 243  | 263  | 285  | 288  | 246  |

| 2014 | 2019 | 2022 | - | - | - | - | - | - |
| ---- | ---- | ---- | - | - | - | - | - | - |
| 230  | 220  | 216  | - | - | - | - | - | - |

Note : à partir de 1826, la population de Cortals est recensée avec celle de La Llagonne.
| selon la population municipale des années : | 1968 | 1975 | 1982 | 1990 | 1999 | 2006 | 2009 | 2013 |
| Rang de la commune dans le département      | 155  | 149  | 123  | 129  | 125  | 131  | 136  | 137  |
| Nombre de communes du département           | 232  | 217  | 220  | 225  | 226  | 226  | 226  | 226  |

### Enseignement

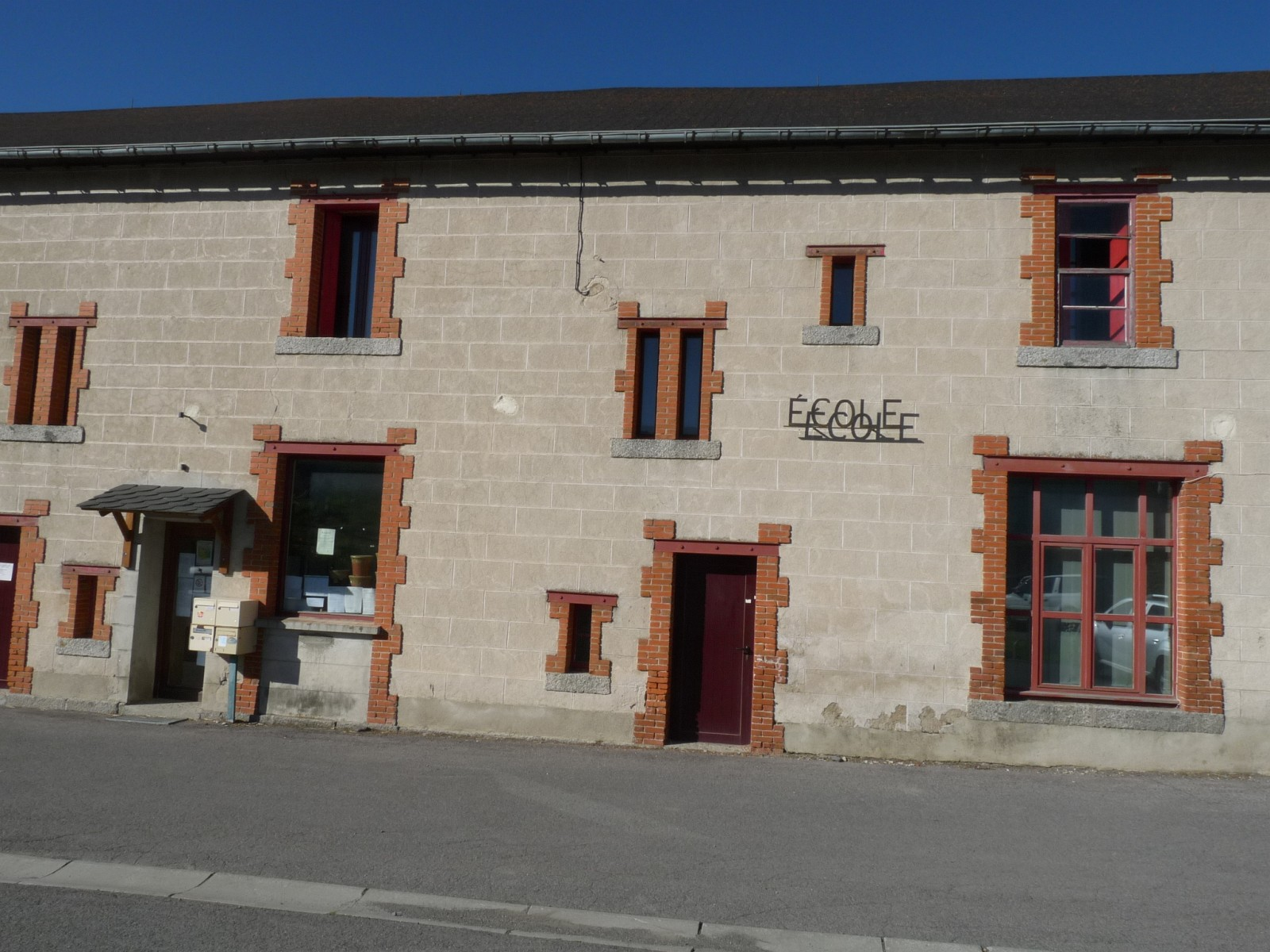
L'école communale.

L'école est un regroupement pédagogique intercommunal entre La Llagonne, Saint-Pierre-dels-Forcats, Mont-Louis et La Cabanasse. Saint-Pierre, Mont-Louis et La Cabanasse accueillent chacune une section maternelle. L'école élémentaire est partagée entre Saint-Pierre pour le CP, Mont-Louis pour le CE1, La Llagonne pour le CE2, et La Cabanasse pour le CM1 et CM2. L'école est située au bourg, sur la route de Mont-Louis.
Le secteur du collège est Font-Romeu.

### Manifestations culturelles et festivités
- Fête patronale : 22 janvier[65] ;
- Fête communale : 1er dimanche d'octobre[65].

### Santé
La santé des habitants de La Llagonne est réputée comme en témoigne une lettre de Vauban datant de 1679 :

"On y jouit d'un air un peu froid à la vérité, mais si sain que les habitants m'ont dit leur être ordinaire d'y vivre 80 ou 90 et jusqu'à 100 ans. Les hommes y sont très bien proportionnés dans leur taille, et tous ont les jambes bien faites, les dents blanches, les yeux vifs, de l'esprit et entendent à demy-mot ce qu'on leur veut dire, au surplus un peu pendarts et gens à escoupeter leurs ennemis sans beaucoup de façon.

## Économie

### Revenus
En 2018, la commune compte 109 ménages fiscaux, regroupant 220 personnes. La médiane du revenu disponible par unité de consommation est de 20 620 € (19 350 € dans le département).

### Emploi
|                | 2008   | 2013   | 2018   |
| -------------- | ------ | ------ | ------ |
| Commune        | 3,4 %  | 7,8 %  | 5,8 %  |
| Département    | 10,3 % | 12,9 % | 13,3 % |
| France entière | 8,3 %  | 10 %   | 10 %   |

En 2018, la population âgée de 15 à 64 ans s'élève à 139 personnes, parmi lesquelles on compte 77,7 % d'actifs (71,9 % ayant un emploi et 5,8 % de chômeurs) et 22,3 % d'inactifs,. Depuis 2008, le taux de chômage communal (au sens du recensement) des 15-64 ans est inférieur à celui de la France et du département.
La commune est hors attraction des villes,. Elle compte 114 emplois en 2018, contre 101 en 2013 et 91 en 2008. Le nombre d'actifs ayant un emploi résidant dans la commune est de 102, soit un indicateur de concentration d'emploi de 112 % et un taux d'activité parmi les 15 ans ou plus de 56,7 %.
Sur ces 102 actifs de 15 ans ou plus ayant un emploi, 31 travaillent dans la commune, soit 30 % des habitants. Pour se rendre au travail, 86,3 % des habitants utilisent un véhicule personnel ou de fonction à quatre roues, 1 % les transports en commun, 9,8 % s'y rendent en deux-roues, à vélo ou à pied et 2,9 % n'ont pas besoin de transport (travail au domicile).

### Activités hors agriculture

#### Secteurs d'activités
33 établissements sont implantés  à la Llagonne au 31 décembre 2019. Le tableau ci-dessous en détaille le nombre par secteur d'activité et compare les ratios avec ceux du département,.
| Secteur d'activité                                                                                        | Commune | Commune | Département |
| Secteur d'activité                                                                                        | Nombre  | %       | %           |
| --- | ------- | ------- | ----------- |
| Ensemble                                                                                                  | 33      |         |             |
| Industrie manufacturière, industries extractives et autres                                                | 1       | 3 %     | (8,7 %)     |
| Construction                                                                                              | 4       | 12,1 %  | (14,3 %)    |
| Commerce de gros et de détail, transports, hébergement et restauration                                    | 11      | 33,3 %  | (30,5 %)    |
| Activités financières et d'assurance                                                                      | 2       | 6,1 %   | (3 %)       |
| Activités immobilières                                                                                    | 2       | 6,1 %   | (6,2 %)     |
| Activités spécialisées, scientifiques et techniques et activités de services administratifs et de soutien | 3       | 9,1 %   | (13 %)      |
| Administration publique, enseignement, santé humaine et action sociale                                    | 3       | 9,1 %   | (13,9 %)    |
| Autres activités de services                                                                              | 7       | 21,2 %  | (8,5 %)     |

Le secteur du commerce de gros et de détail, des transports, de l'hébergement et de la restauration est prépondérant sur la commune puisqu'il représente 33,3 % du nombre total d'établissements de la commune (11 sur les 33 entreprises implantées à La Llagonne), contre 30,5 % au niveau départemental.

### Entreprises et commerces
- Station de ski alpin La Quillane.
- Agriculture, élevage de chevaux.
- Hôtel.

### Agriculture
|               | 1988 | 2000 | 2010 | 2020 |
| ------------- | ---- | ---- | ---- | ---- |
| Exploitations | 5    | 9    | 5    | 5    |
| SAU (ha)      | 231  | 284  | 306  | 493  |

La commune est dans le Capcir, une petite région agricole située à l'extrême ouest du département des Pyrénées-Orientales. En 2020, l'orientation technico-économique de l'agriculture  sur la commune est l'élevage d'équidés et/ou d' autres herbivores. Cinq exploitations agricoles ayant leur siège dans la commune sont dénombrées lors du recensement agricole de 2020 (cinq en 1988). La superficie agricole utilisée est de 493 ha,,.

## Culture locale et patrimoine

### Monuments et lieux touristiques
- Église Saint-Valentin d'Espona.
- L'église paroissiale Saint-Vincent : elle est fondée en 866 puis est reconstruite au XIIe siècle. Elle est bâtie sur les restes d'un ancien château. Elle est de style roman, son portail est sobre. Son abside autrefois circulaire a été remplacé par une abside rectangulaire au XVIIIe siècle. Le départ de l'ancienne abside est toutefois toujours visible. En 1742 est créée la sacristie. En 1801 est refait le côté droit du portail, détruit par un tir d'obus de l'armée du général Dagobert lors des guerres de la Révolution, en 1793. Le vieux clocher effondré en 1842 est reconstruit en 1843, et doté de cloches neuves.

Le mobilier comporte notamment un antependium datant du XIIIe siècle. Celui-ci représente le Christ peint dans une mandorle, assis en majesté lors du jugement dernier. Il mesure 1,65 m sur 96 cm de large. En plus de l'antépendium, l'église de La Llagonne possède un baldaquin richement décoré du XIIIe siècle et un Christ romano-byzantin du XIIe siècle. Ces pièces sont classées aux monuments historiques.
- La tour du Capil : ancienne tour de guet bâtie en 1267 servant à prévenir des invasions françaises du temps où le Roussillon faisait partie de la couronne d'Aragon, elle est actuellement en ruine.

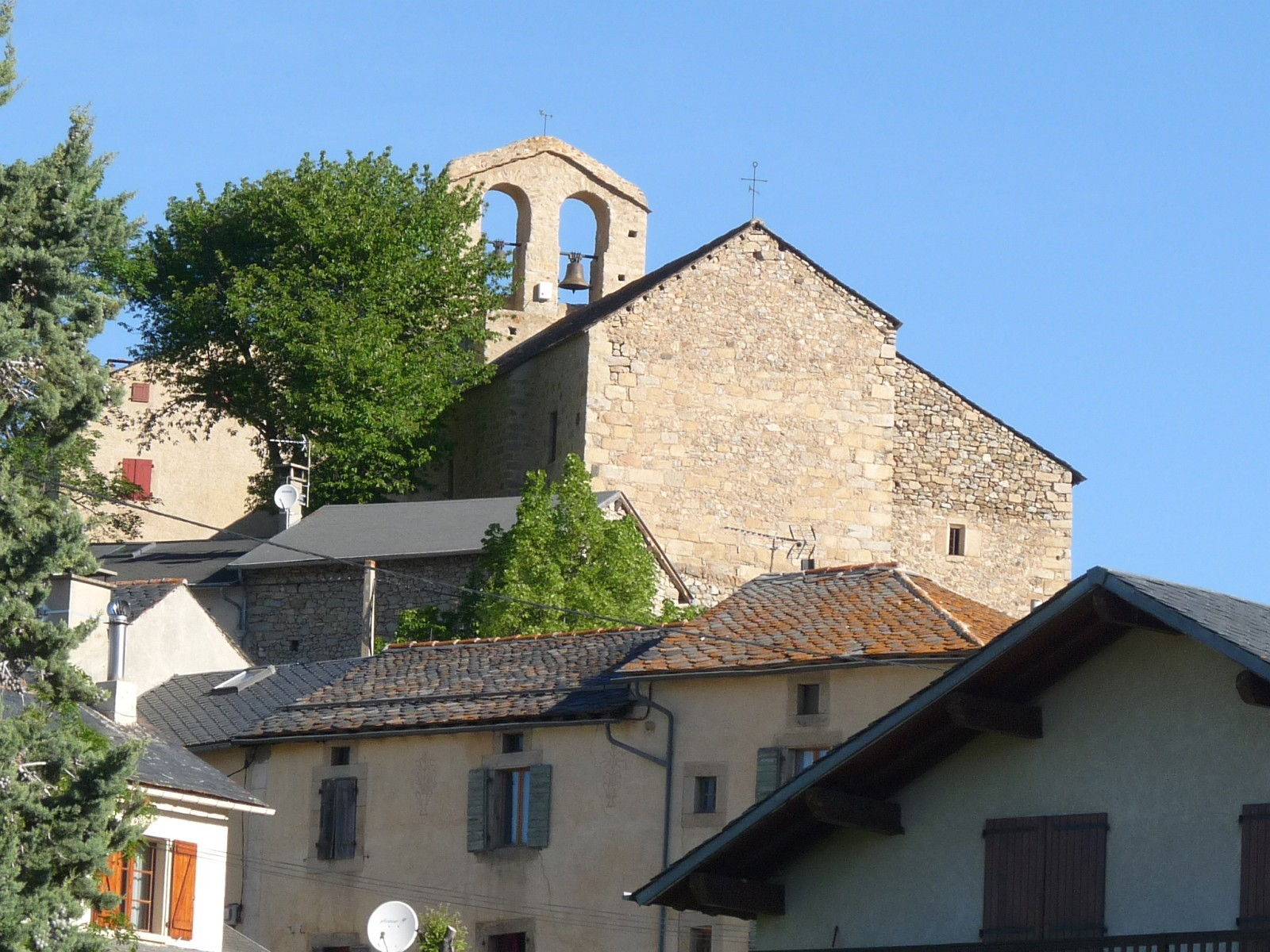
L'église Saint-Vincent.
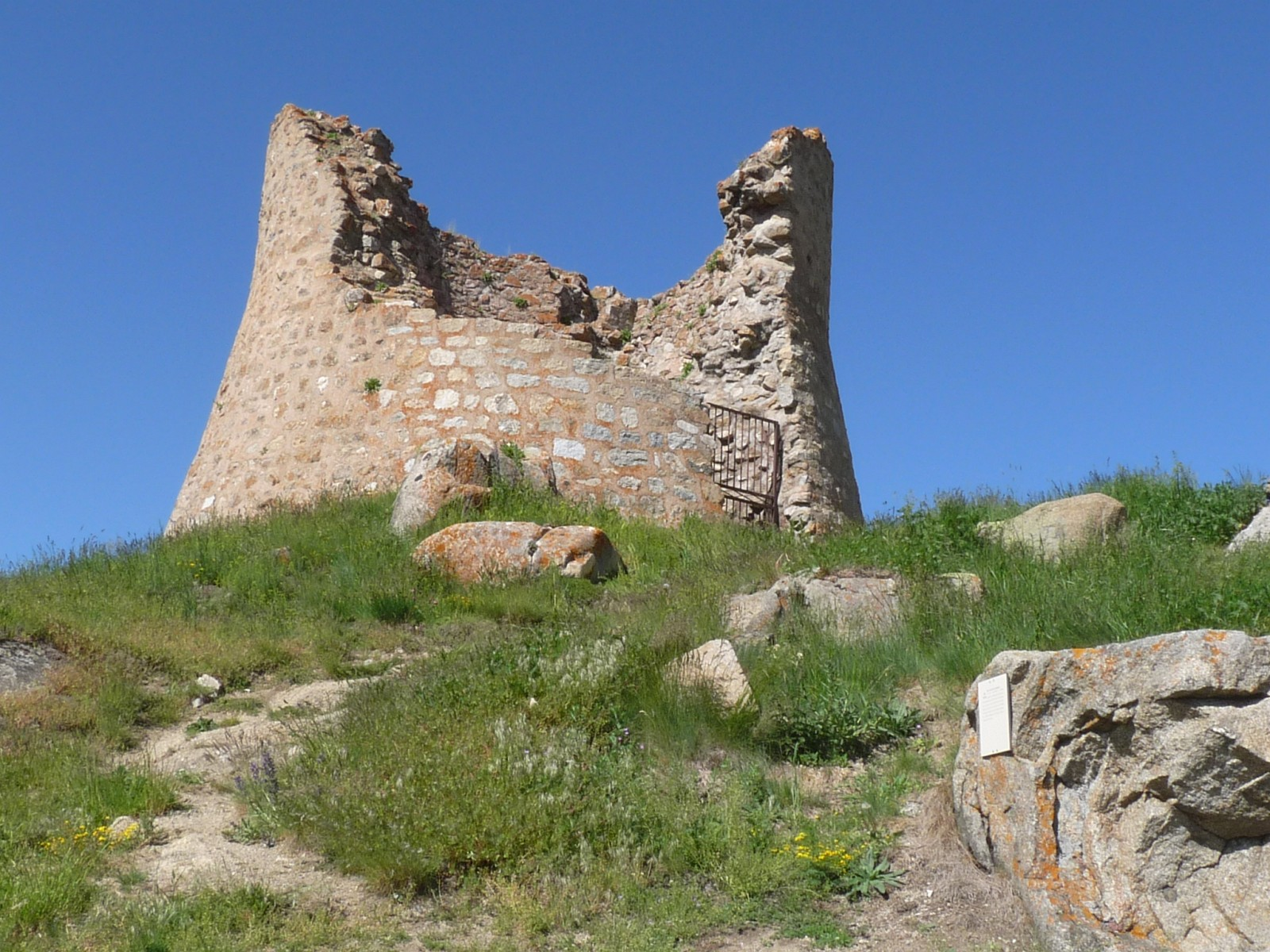
Tour du Capil.

### Personnalités liées à la commune
- Simon Fourcade (1984-) : biathlète français, fils du maire Marcel Fourcade.
- Martin Fourcade (1988-) : biathlète français, frère du précédent.

### Héraldique
| Blason de Llagonne (La) | Blason  | Fascé d'argent et de sable, au chef d'azur chargé d'une meule d'or. |
| Blason de Llagonne (La) | Détails | La partie inférieure de l'écu est une référence aux armes de la famille de Banyuls de Montferré, seigneur des Cortals, hameau à l'Est de la Llagonne dépendant de la baronnie de Nyer, du XIVe siècle à la Révolution. En 1822, le village des Cortals, n'ayant pas une taille suffisante pour constituer une commune à lui seul, est rattaché à La Llagonne. |